# Шибеник (футбольный клуб)
«Шибеник» (хорв. hrvatski nogometni klub Šibenik) — хорватский футбольный клуб из города Шибеник, на хорватском побережье. Клуб был образован в 1932 году. Шибеник играет на стадионе «Шубичевац», вмещающем 3 412 зрителей. «Шибеник» известен ненавистью своих фанатов к клубам «Хайдук» и «Задар».

## Достижения
- Финалист Кубка Хорватии (2): 2009/10, 2022/23